# Nowe Włóki
Nowe Włóki (deutsch Neu Vierzighuben) ist ein Ort in der polnischen Woiwodschaft Ermland-Masuren. Er gehört zur Gmina Dywity (Landgemeinde Diwitten) im Powiat Olsztyński (Kreis Allenstein).

## Geographische Lage
Nowe Włóki am gleichnamigen See liegt im Westen der Woiwodschaft Ermland-Masuren, 15 Kilometer nördlich der Kreis- und Woiwodschaftshauptstadt Olsztyn (deutsch Allenstein).

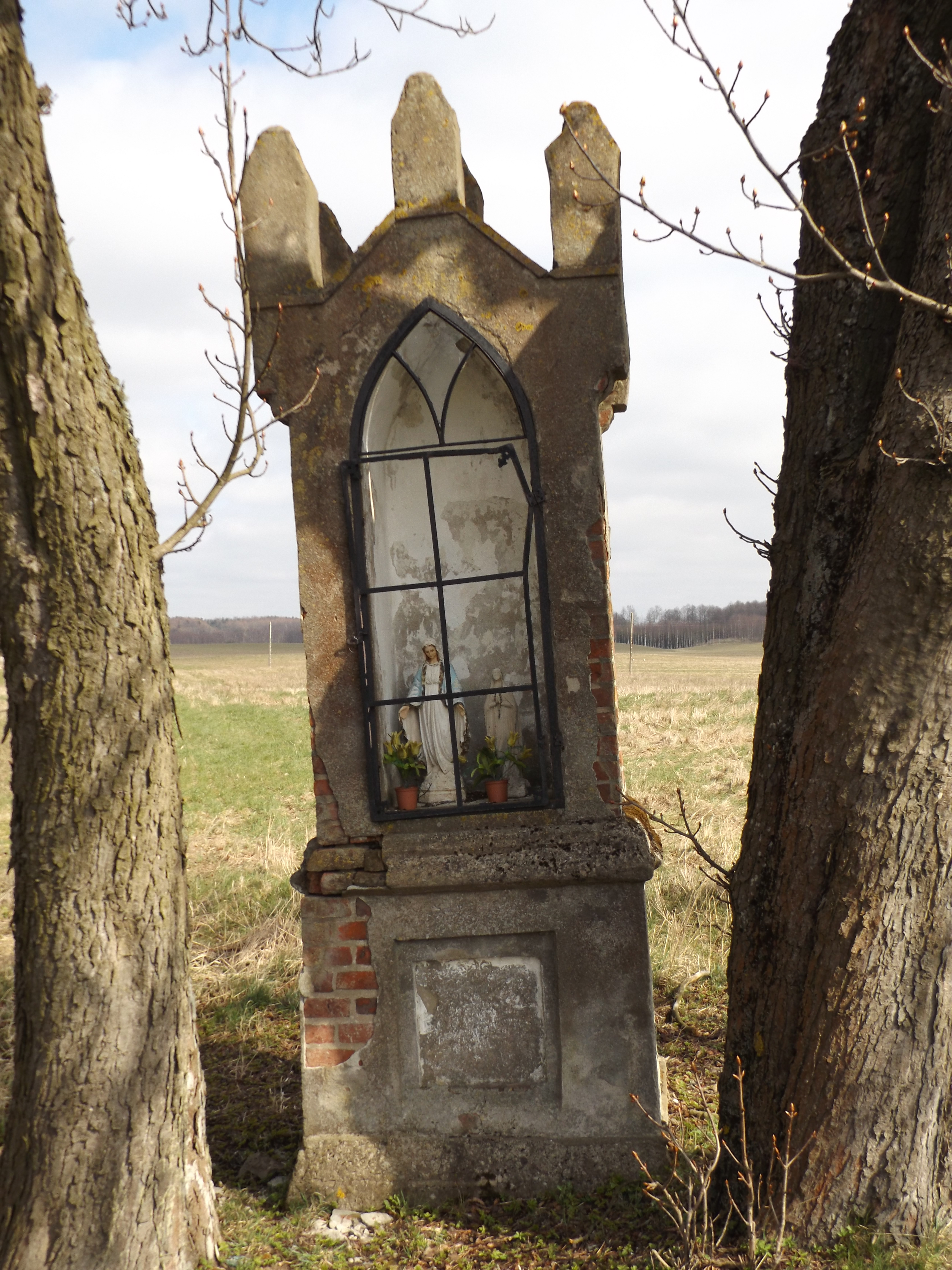
Bildstock an der Straße nach Tuławki

|  |

## Geschichte
Das damalige Rosenthal wurde am 30. August 1344 gegründet. Am 10. Mai 1356 fand die Erneuerung der Handfeste auf den Namen Vierzighuben statt. 1785 wurde das königliche Bauerndorf Vierzighuben im Amt Guttstadt (polnisch Dobre Miasto) mit 24 Feuerstellen erwähnt, und bei der Volkszählung am 3. Dezember 1861 ergaben sich 58 Wohngebäude bei 368 Einwohnern. Im Jahre 1910 waren in Neu Vierzighuben 558 Einwohner registriert.
1874 wurde die Landgemeinde Neu Vierzighuben Teil des neu errichteten Amtsbezirks Süssenthal (polnisch Sętal) im ostpreußischen Kreis Allenstein, der bis 1945 bestand.
Die Zahl der Einwohner Neu Vierzighubens belief sich 1933 auf 498 und 1939 auf 489.
In Kriegsfolge kam Neu Vierzighuben mit dem gesamten südlichen Ostpreußen 1945 zu Polen. Das Dorf erhielt die polnische Namensform „Nowe Włóki“ und ist heute eine Ortschaft im Verbund der Landgemeinde Gmina Dywity (Diwitten) im Powiat Olsztyński (Kreis Allenstein), von 1975 bis 1998 der Woiwodschaft Olsztyn, seither der Woiwodschaft Ermland-Masuren zugeordnet.

## Kirche

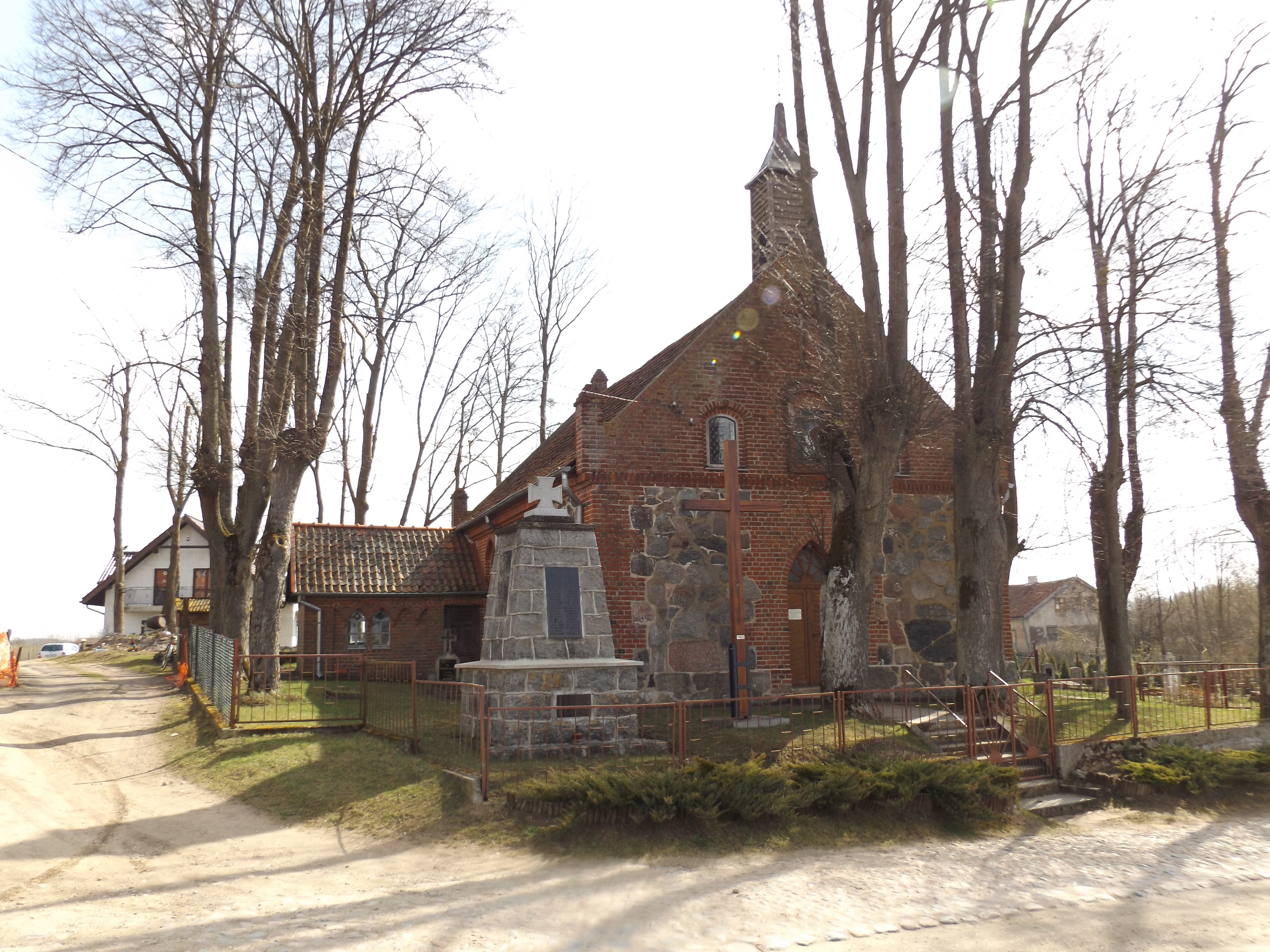
Die römisch-katholische Kapelle in Nowe Włóki

### Römisch-katholisch
Die römisch-katholischen Einwohner von Nowe Włóki resp. Neu Vierzighuben gehören wie vor 1945 zur Pfarrei Sętal (Süssenthal). Im Dorf selbst steht eine eigene Kapelle, die von den Geistlichen in Sętal betreut wird. Eingebettet ist Nowe Włóki über die Pfarrei in das Dekanat Dobre Miasto (Guttstadt) im Erzbistum Ermland.

### Evangelisch
Die evangelischen Einwohner Neu Vierzighubens gehörten vor 1945 zur Kirche in Guttstadt Seit 1945 orientieren sie sich zur Christus-Erlöser-Kirche Olsztyn (Allenstein) in der Diözese Masuren der Evangelisch-Augsburgischen Kirche in Polen.

## Verkehr
Nowe Włóki liegt an einer Nebenstraße, die bei Spręcowo (Spiegelberg) von der polnischen Landesstraße 51 (ehemalige deutsche Reichsstraße 134) abzweigt und über Sętal (Süssenthal) und Tuławki (Tollack) bis nach Barczewko (Alt Wartenburg) führt.
Eine Anbindung an den Bahnverkehr besteht nicht.